# Freisen
Freisen là một đô thị ở huyện Sankt Wendel, bang Saarland, Đức. Đô thị Freisen có diện tích 48,08 km², dân số thời điểm ngày 31 tháng 12 năm 2006 là 8524 người. Freisen có cự ly khoảng 12 km về phía đông bắc của Sankt Wendel, và 20 km về phía tây nam của Idar-Oberstein.